# أناتولي فولكوف
أناتولي فولكوف (بالروسية: Волков, Анатолий)‏ هو راكب الكنو روسي، ولد في 19 فبراير 1961 في فولغوغراد في روسيا.